# Wesoła czwórka
Wesoła czwórka (ang. Girl Talk) – popularny amerykański cykl powieści dla młodszych nastolatek, napisany w latach 1990-1992 przez K.A. Applegate i wydany pod pseudonimem L.E. Blair.
Głównymi bohaterkami są cztery trzynastoletnie dziewczynki, które zaczynają właśnie naukę w gimnazjum. Każdy tom napisany jest z perspektywy jednej z nich. Opowiadają o ich szkolnych i domowych perypetiach, kłopotach sercowych, z niesympatycznymi koleżankami itp.
W Stanach Zjednoczonych ukazało się w sumie czterdzieści pięć tomów oraz liczne dodatki, takie jak gry planszowe i poradniki. Pierwsze cztery części zostały wydane w roku 1994 w Polsce:
1. Witajcie nowi przyjaciele (Welcome To Junior High)
2. Decydująca rozgrywka (Face-Off!)
3. Modelka (The New You)
4. Rebel, Rebel (Rebel, Rebel)